# Le Perreux-sur-Marne
Le Perreux-sur-Marne è un comune francese di 34 213 abitanti situato nel dipartimento della Valle della Marna nella regione dell'Île-de-France. Il comune di  Le Perreux-sur-Marne è stato creato il 28 febbraio del 1887 al separarsi dal territorio del comune di Nogent-sur-Marne.

## Società

### Evoluzione demografica
Abitanti censiti

## Amministrazione

### Gemellaggi
- Forchheim, Germania
- Anjou, Canada
- Lambaréné, Gabon